# Emidins
Els emidins (Emydinae) són una subfamília de tortugues de la família dels emídids (Emydidae).

## Classificació
Inclou els següents gèneres:
- Gènere Clemmys
- Gènere Emys
- Gènere Glyptemys
- Gènere Terrapene